# 本州四国連絡橋公団
本州四国連絡橋公団（ほんしゅうしこくれんらくきょうこうだん、Honshu-Shikoku Bridge Authority）は、かつて存在した特殊法人。略称は本四公団。本州四国連絡道路を建設・管理していた。
本州四国連絡橋公団法により、本州と四国の連絡橋に係る有料の道路及び鉄道の建設及び管理などを目的として1970年（昭和45年）7月1日に設立され、日本道路公団及び日本鉄道建設公団の本四連絡にかかる業務を引き継いだ。2005年（平成17年）9月30日に日本道路公団等民営化関係法施行法により解散。業務は日本高速道路保有・債務返済機構並びに本州四国連絡高速道路に引き継がれた。

## 概要

### 業務
国土交通大臣から指示された基本計画に従って、次の業務を行った。
- 本州と四国を連絡する有料の一般国道の建設・管理
- 本州と四国を連絡する鉄道施設の建設・管理および鉄道事業者への有償貸与

基本計画とは、具体的には以下の事項をいう（法施行令）。
- 一般国道

1. 路線名及び管理の区間
2. 車線数
3. 設計速度
4. 連結位置及び連結予定施設
5. 新設に関する工事に要する費用の概算額
6. その他必要な基本的事項

- 鉄道施設

1. 路線名
2. 起点及び終点並びに主たる経過地
3. 単線、複線等の別及び線路の規格
4. 電化する路線にあつては、その旨
5. 工事に要する費用の概算額
6. その他必要な基本的事項

公団は、これらをふまえて策定した工事実施計画や道路にかかる料金及び料金の徴収期間につき、あらためて国土交通大臣の認可をうけ、建設・管理した。なお、本州四国連絡道路については、道路整備特別措置法によりいわゆる維持管理有料制度が認められていた。

## 沿革
「本州四国連絡橋」の事業そのものの歩みは同項目参照。
- 1970年（昭和45年）
  - 5月12日 - 根拠法成立。
  - 7月1日 - 設立。
- 1988年（昭和63年）7月 - 国の機関等移転の方針に基づく移転対象として決定。
- 1989年（平成元年）- 移転先が神戸市に決定。その後、1995年から1996年にかけて神戸市に本社を移転。
- 1995年（平成7年）- 特殊法人の整理合理化方針が決定。
  - 3ルートが概成した時点で現行の組織体制を見直す。
  - 要員を大幅に削減する。
  - 1996年度に予定されている本社の神戸移転に向けて必要な準備を進める。

- 1997年（平成9年）- 関係法の施行に伴い、本社所在地を変更。
- 2001年（平成13年）- 道路関係四公団の整理合理化方針が決定。いわゆる「第三者機関」にて一体的に検討することになった。
- 2003年（平成15年）5月12日 - ｢本州四国連絡橋公団の債務の負担の軽減を図るために平成十五年度において緊急に講ずべき特別措置に関する法律｣施行。公団債務2兆2,550億円の一部が、国の一般会計（財源は自動車重量税）において処理されることが決まる。
- 2005年（平成17年）9月30日 - 民営化により、業務を日本高速道路保有・債務返済機構並びに本州四国連絡高速道路に引き継ぎ、公団は解散した。

## 財務及び会計
公団は事業年度毎に国土交通大臣から、事業計画等の認可、財務諸表の承認をうけた。一方、資金の借入のほか、日本の高速道路には無い沿道の地方公共団体による負担金を受け取り、本州四国連絡橋債券の発行を行い、日本国政府の債務保証が認められた。さらには道路の建設費につき、日本国政府による当分の間の無利子貸付もなされた。
しかしながら本州四国連絡橋は、日本道路公団の全国料金プール制に組み込まれず、3ルートプール制を採用し、開通から30年の債務償還計画で返済する計画を策定したことから、超高額の高速料金になってしまい、通行量が当初予測より半分にも満たない状態になり、管理費と利子の一部だけを支払ったことから、当初の負債に利子が付いてしまって、利子が付いた債務が複利で増加したことで、2003年度には負債総額2兆2,550億円を経上し、本四公団の危機的な財務諸表が露わになった。
2003年（平成15年）5月12日、上記の特別措置法により、政令で定める公団の債務の一部を一般会計において承継するという大なたが振るわれた。これにより国庫は1兆3,400億円を負担し、残りを日本高速道路保有・債務返済機構が返済する債務の組み替えを実施し、平成15年度末の資産合計は3.9兆円、負債合計は2.9兆円になっている。